# José Zorrilla
José Zorrilla y Moral (ur. 21 lutego 1817, zm. 23 stycznia 1893 w Madrycie) – hiszpański poeta i dramaturg epoki romantyzmu. 
W Polsce znany dzięki klasycznej sztuce Don Juan (Don Juan Tenorio, 1844) przetłumaczonej na język polski przez Antoniego Langego. Był też autorem eposu Granada. Poema oriental, 1852.